# Samar (provins)

Samars läge i Filippinerna

Samar (även Västra Samar) är en provins i Filippinerna. Den är belägen på ön Samar i regionen Östra Visayas och har 737 500 invånare (2006) på en yta av 5 591 km². Administrativ huvudort är Catbalogan.
Provinsen är indelad i 24 kommuner och 2 städer. Större städer är Calbayog City och Catbalogan.